# Pedro Brand
Pedro Brandt é um município da República Dominicana pertencente à província de Santo Domingo. Inclui dois distritos municipais: La Cuaba e La Guáyiga.
Sua população estimada em 2012 era de 103 685 habitantes.